# Honorato Vásquez (Cañar)
Honorato Vásquez ist eine Ortschaft und eine Parroquia rural („ländliches Kirchspiel“) im Kanton Cañar der ecuadorianischen Provinz Cañar. Die Parroquia besitzt eine Fläche von 88,39 km². Die Einwohnerzahl lag im Jahr 2010 bei 6226. Die Parroquia wurde am 14. September 1935 gegründet. Namensgeber war Honorato Vásquez Ochoa (1855–1933), ein ecuadorianischer Anwalt, Diplomat, Schriftsteller und Dichter.

## Lage
Die Parroquia Honorato Vásquez liegt in den Anden. Der Hauptort befindet sich auf einer Höhe von 3160 m, 1,7 km östlich des Kantonshauptortes Cañar. Das Gebiet erreicht im Südosten Höhen von über 3600 m. Der Río Cañar fließt entlang der nördlichen Verwaltungsgebietsgrenze nach Nordwesten und entwässert dabei das Areal. Die Fernstraße E35 (Cañar–Azogues) führt südlich an Honorato Vásquez vorbei.
Die Parroquia Honorato Vásquez grenzt im Westen an die Parroquia Chorocopte sowie an die Parroquia Cañar, im Norden an den Kanton El Tambo, im Nordosten an die Parroquia Ingapirca, im äußersten Osten an die Parroquia Pindilig (Kanton Azogues), im Süden an die Parroquia Guapán (ebenfalls im Kanton Azogues) und im Südwesten an die Parroquia Biblián (Kanton Biblián).